# 岡田壽吉
岡田壽吉（日语：／ Okada Hisakichi，1887年1月4日—1949年），日本政治人物，以長崎原子彈爆炸期時的長崎市長而為人所知。
出生於兵庫縣，1921年畢業於東京帝國大學法學部，後進入三菱重工業長崎造船廠，歷任總務部長、副長等職，並擔任過兩屆長崎市會議員。1941年10月22日就任長崎市長。
1945年8月9日，長崎遭遇原子彈襲擊，對市內造成巨大破壞。當時岡田壽吉正在市廳，隨後獲救。他家位於爆炸中心約200公尺左右的位置，其妻及長女遇難，另外，前往舊制瓊浦中學（今瓊浦高等學校）上學的長子也身亡。作為長崎市長的岡田，與長崎縣方面、軍方一起展開救災活動，救援傷者、恢復道路和設施、並對遇難者遺體進行處理。
日本戰敗後，他被駐日盟軍總司令部下令剝奪公職，理由是他曾擔任過大日本翼贊壯年團團長。他於1946年10月15日被迫辭去長崎市長職務。此後再婚，並擔任青果會社社長。他於1949年3月6日突然失蹤。直到1956年11月18日，他的骷髏在長崎的八郎岳被找到，通過鑲金牙認定了其身份。根據警方推斷他死於自殺。